# Uwe Rechberger
Uwe Rechberger (* 1971) ist ein deutscher evangelischer Theologe, Pfarrer der Württembergischen Landeskirche und langjähriger Studienleiter des Albrecht-Bengel-Hauses in Tübingen.

## Leben
Uwe Rechberger studierte Evangelische Theologie in Heidelberg und Tübingen. Es folgte 2002 sein Vikariat in Filderstadt-Sielmingen. 2005 arbeitete er als Pfarrverweser im Kirchenbezirk Bernhausen. Danach wechselte er ins Albrecht-Bengel-Haus, zunächst als Studienassistent mit den Schwerpunkten Altes und Neues Testament und arbeitete dort von 2008 bis 2018 als Studienleiter. 2011 promovierte er in Tübingen bei Bernd Janowski mit seiner Dissertation zum Thema Von der Klage zum Lob: Studien zum "Stimmungsumschwung" in den Individualpsalmen. Zum Thema Psalmen forschte er zuvor am Graduiertenkolleg der Evangelisch-Theologischen Fakultät in Tübingen. Seit 2018 ist er Pfarrer der Evangelischen Kirchengemeinde Walddorfhäslach.
Ehrenamtlich engagiert er sich überwiegend in der Jugendarbeit und Jugendevangelisation. Von 2002 bis 2007 war er Mitglied im Vorstand des Evangelischen Jugendwerkes in Württemberg. Ab 2002 war er zunächst stellvertretender Vorsitzender des CVJM-Landesverbandes in Württemberg. Im Dezember 2006 trat er dort die Nachfolge von Volker Gäckle als Vorsitzender an. Dieses Amt hatte er bis 2015 inne. Zudem ist er Mitglied im Vorstand des Arbeitskreises für Evangelikale Theologie (AfeT).
Im November 2015 wurde Rechberger vom Präses des deutschen CVJM-Gesamtverbandes Karl-Heinz Stengel für sein ehrenamtliches Engagement für junge Menschen das Goldene Weltbundabzeichen des CVJM/YMCA überreicht.

## Privates
Uwe Rechberger ist verheiratet mit seiner Frau Ulrike. Das Paar hat drei Kinder. In Leonberg-Eltingen ist er zum CVJM gekommen.

## Veröffentlichungen
- mit Steffen Kern: Eine Taufe – tausend Fragen: wie wir ein Gottesgeschenk neu entdecken, SCM Hänssler, Holzgerlingen 2008, 2. Aufl. 2009, ISBN 978-3-7751-4798-9.
- Willkommen im Himmel: was kommt nach dem Tod?, SCM Hänssler, Holzgerlingen 2010, 3. Auflage 2012, ISBN 978-3-7751-5193-1.
- Von der Klage zum Lob: Studien zum "Stimmungsumschwung" in den Psalmen (zugl. Diss. Univ. Tübingen, 2011), Neukirchener Verlagsgesellschaft, Neukirchen-Vluyn 2012, ISBN 978-3-7887-2580-8.

Aufsätze
- Trinität. Biblische Perspektiven, in: R. Hille (Hrsg.) Wer ist Gott? Unser Glaube an den Vater, den Sohn und den Heiligen Geist, S. 49–82, SCM R. Brockhaus, Wuppertal 2007, ISBN 978-3-417-29105-6.
- Modlić siȩ i żụć psalmami, (Tłum. G. Olek): Słowo i Myśl (4/2012), S. 16–18.
- „Fürchte dich nicht!“ Eine form- und religionsgeschichtliche Neubestimmung der Heilsworte in Jes 40ff, in: JeTh 28 (2014) S. 47–76.
- Der Messias. Eine biblische Heilsgeschichte von Israels Wunsch nach einem König bis zur Geburt von Jesus Christus, in: Rolf Hille (Hrsg.), Gott als Mensch. Christologische Perspektiven, S. 127–159, Brunnen Verlag (Gießen) 2015, ISBN 978-3765595646.

Sonstiges
- Lexikonartikel zu biblischen und theologischen Themen